# Gates (Tennessee)
Gates és una població dels Estats Units a l'estat de Tennessee. Segons el cens del 2000 tenia 901 habitants.

## Demografia
Segons el cens del 2000, Gates tenia 901 habitants, 266 habitatges, i 201 famílies. La densitat de població era de 490 habitants/km².
Dels 266 habitatges en un 41% hi vivien nens de menys de 18 anys, en un 38,3% hi vivien parelles casades, en un 31,6% dones solteres, i en un 24,1% no eren unitats familiars. En el 21,4% dels habitatges hi vivien persones soles el 9,4% de les quals corresponia a persones de 65 anys o més que vivien soles. El nombre mitjà de persones vivint en cada habitatge era de 2,79 i el nombre mitjà de persones que vivien en cada família era de 3,2.
Per edats la població es repartia de la següent manera: un 28,6% tenia menys de 18 anys, un 7,3% entre 18 i 24, un 22,9% entre 25 i 44, un 17,1% de 45 a 60 i un 24,1% 65 anys o més.
L'edat mediana era de 37 anys. Per cada 100 dones de 18 o més anys hi havia 58 homes.
La renda mediana per habitatge era de 29.191 $ i la renda mediana per família de 29.653 $. Els homes tenien una renda mediana de 24.615 $ mentre que les dones 22.750 $. La renda per capita de la població era de 9.910 $. Entorn del 26,3% de les famílies i el 26,5% de la població estaven per davall del llindar de pobresa.

## Poblacions més properes
El següent diagrama mostra les poblacions més properes.